# Bitterfibbla
Bitterfibbla, Snokbittra eller Bittermjölke (Picris hieracioides) är en växtart i familjen korgblommiga växter.
Bitterfibblan är en 4–7 decimeter hög, strävhårig ört och förekommer på Gotland, i Skåne, Blekinge och Uppland. Den liknar flera klofibblearter men skiljer sig från dessa genom sin fjäderpensel.